# Dolores (Buenos Aires)
Dolores è una città argentina, capoluogo dell'omonimo partido nella provincia di Buenos Aires.

## Geografia
Dolores è situata a 218 km a sud est di Buenos Aires e a 173 km a sud-est della capitale bonaerense La Plata.

## Storia
L'attuale insediamento fu fondato ufficialmente dal capitano Ramón Lara il 21 agosto 1817 come presidio contro le incursioni delle popolazioni native. In seguito da una spedizione militare del governatore bonaerense Martin Rodriguez il villaggio di Dolores fu attaccato e distrutto da un raid di gauchos il 30 aprile 1821. Dispersi così i primi coloni, fu ripopolata nel 1825.
Il 29 ottobre 1839 nella piazza di Dolores Pedro Castelli, uno dei capi del movimento dei Libres del Sur, lanciò un'insurrezione per rovesciare il governatore di Buenos Aires Juan Manuel de Rosas. La rivolta si rivelerà un insuccesso e sarà soffocata nel sangue pochi giorni dopo.
Il 9 marzo 2008 un autobus carico di turisti fu investito da un treno mentre transitava su un passaggio a livello. Nel disastro perirono diciotto persone e circa quarantacinque rimasero ferite.

## Monumenti e luoghi d'interesse
- Piramide di Dolores, replica della Pirámide de Mayo di plaza de Mayo di Buenos Aires, è monumento nazionale
- Chiesa di Nostra Signora dei Dolori

## Cultura

### Istruzione

#### Musei
- Museo "Libres del Sur"

### Teatri
- Teatro Unione, costruito tra il 1876 ed il 1913.

## Infrastrutture e trasporti

### Strade
La principale via d'accesso alla città è la strada nazionale 2 che unisce La Plata a Mar del Plata.

### Ferrovie
Dolores è servita da una propria stazione posta lungo la linea Buenos Aires-Mar del Plata della rete ferroviaria Roca.

## Sport
Nel 2010 si è tenuto il torneo di tennis Argentina Dolores Futures, nell'ambito ITF Men's Circuit 2010.

## Amministrazione

### Gemellaggi
- Dolores (Spagna)
- Dolores (Uruguay)
- Cambo-les-Bains, dal 2013
- Staufen im Breisgau, dal 2017